# آمیلوکائین
آمیلوکائین (به انگلیسی: Amylocaine) با فرمول شیمیایی C۱۴H۲۱NO۲ یک ترکیب شیمیایی با شناسه پاب‌کم ۱۰۷۶۷ است. که جرم مولی آن ۲۳۵٫۳۲۲۰۴ g/mol می‌باشد.